# Chalmers Wylie

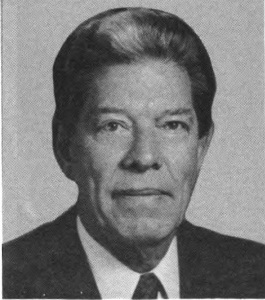
Chalmers Wylie (1985)

Chalmers Pangburn Wylie (* 23. November 1920 in Norwich, Muskingum County, Ohio; † 14. August 1998 in Columbus, Ohio) war ein US-amerikanischer Politiker. Zwischen 1967 und 1993 vertrat er den Bundesstaat Ohio im US-Repräsentantenhaus.

## Werdegang
Chalmers Wylie wuchs in Pataskala auf, wo er die öffentlichen Schulen besuchte. Danach studierte er am Otterbein College und an der Ohio State University. Während des Zweiten Weltkrieges diente er in der US Army, in der er in der 30. Infanteriedivision bis zum Oberleutnant aufstieg. Nach dem Krieg war er Oberstleutnant in der United States Army Reserve. Nach einem anschließenden Jurastudium an der Harvard University und seiner 1948 erfolgten Zulassung als Rechtsanwalt begann er als Jurist zu arbeiten. In den Jahren 1949 und 1950 gehörte er als Assistant City Attorney zu den juristischen Beratern der Stadt Columbus; von 1951 bis 1954 war er stellvertretender Attorney General von Ohio. Von 1953 bis 1956 leitete er zusätzlich die juristische Abteilung der Stadt Columbus. 1957 arbeitete er für das Bureau of Workman’s Compensation von Ohio. Im selben Jahr wurde er Mitglied im Stab des Gouverneurs und Präsident des Städtetages von Ohio (Ohio Municipal League). Zwischen 1959 und 1968 praktizierte er als privater Rechtsanwalt. Politisch wurde er Mitglied der Republikanischen Partei. Für drei Legislaturperioden gehörte er der Staatslegislative von Ohio an.
Bei den Kongresswahlen des Jahres 1966 wurde Wylie im 15. Wahlbezirk von Ohio in das US-Repräsentantenhaus in Washington, D.C. gewählt, wo er am 3. Januar 1967 die Nachfolge des Demokraten Robert T. Secrest antrat. Nach zwölf Wiederwahlen konnte er bis zum 3. Januar 1993 insgesamt 13 Legislaturperioden im Kongress absolvieren. In diese Zeit fielen unter anderem das Ende des Vietnamkrieges und der Bürgerrechtsbewegung sowie im Jahr 1974 die Watergate-Affäre.
Im Jahr 1992 verzichtete Chalmers Wylie auf eine erneute Kongresskandidatur. Nach dem Ende seiner Zeit im US-Repräsentantenhaus arbeitete er als Anwalt in Columbus, wo er am 14. August 1998 starb.